# ORP Gryf (1938)
ORP Gryf (с пол. — «Гриф») — минный заградитель, состоявший в ВМС Польши в 1938—1939 годах, крупнейший корабль ВМС Польши.
Согласно техническому заданию, помимо своего основного назначения — минного заградителя, — «Gryf» должен был выполнять функции учебного корабля и президентской яхты.
Поврежден германской авиацией 1 сентября 1939 и поставлен на ремонт в плавучий док. Потоплен германской авиацией 3 сентября 1939 (вместе с плавучим доком) на военно-морской базе Хель.